# Fontana (Kalifornia)

Położenie w stanie Kalifornia

Fontana – miasto w Stanach Zjednoczonych, w stanie Kalifornia, w hrabstwie San Bernardino. W 2018 roku liczyło około 214 tys. mieszkańców.
W mieście rozwinął się przemysł hutniczy oraz chemiczny.